# لئونیا (نیوجرسی)
لئونیا (به انگلیسی: Leonia) شهری در ایالت نیوجرسی کشور ایالات متحده آمریکا است که جمعیت آن در سرشماری سال ۲۰۱۰ میلادی، ۸٬۹۳۷ نفر بوده‌است.